# ريتشارد كريستيان ماثيسون
ريتشارد كريستيان ماثيسون (بالإنجليزية: Richard Christian Matheson)‏ هو كاتب خيال علمي وكاتب سيناريو أمريكي، ولد في 14 أكتوبر 1953 في لوس أنجلوس في الولايات المتحدة.

## وصلات خارجية
- الموقع الرسمي
- ريتشارد كريستيان ماثيسون على موقع IMDb (الإنجليزية)
- ريتشارد كريستيان ماثيسون على موقع ألو سيني (الفرنسية)
- ريتشارد كريستيان ماثيسون على موقع أول موفي (الإنجليزية)
- ريتشارد كريستيان ماثيسون على موقع قاعدة بيانات الأفلام السويدية (السويدية)
- ريتشارد كريستيان ماثيسون على موقع قاعدة بيانات الفيلم (الإنجليزية)
- ريتشارد كريستيان ماثيسون على موقع كينوبويسك (الروسية)